# 伊沃特卡河
伊沃特卡河（俄语：Ивотка），是東歐的河流，流經俄羅斯的布良斯克州和烏克蘭的蘇梅州，屬於傑斯納河的左支流，河道全長81公里，流域面積1,370平方公里。